# Pep (revista)
Pep fue una revista semanal neerlandesa publicada por el editor De Geïllustreerde Pers en Ámsterdam desde el 6 de octubre de 1962 al 26 de septiembre de 1975.
Como explicaba en la primera página de su primer número, «Pep is een Engels woord voor pit, vuur, vaart en levenslust. Daarom is Pep een blad met pep.» (Pep es una palabra inglesa para la semilla, el fuego, la velocidad y la alegría de vivir. De hecho, es una hoja con pep.)

## Contenido
| Fecha                 | Números         | Título         | Historietas de "continuará" | Guionista       | Dibujante        |
| --------------------- | --------------- | -------------- | --------------------------- | --------------- | ---------------- |
| 1963-1966             |                 | Chrorophyl     |                             |                 | Raymond Macherot |
| 1964                  |                 | Spaghetti      |                             | René Goscinny   | Dino Atanassio   |
| 1966-1970, 1972, 1975 |                 | Agent 327      |                             | Martin Lodewijk | Martin Lodewijk  |
| 1969-                 |                 | Luc Oriënt     |                             | Greg            | Eddy Paape       |
| 1969-1975             | 12/1969-19/1975 | Johnny Goodbye | Gangsters in Chicago        | Martin Lodewijk | Dino Attanasio   |
| 1971-                 |                 | Philémon       |                             | Fred            | Fred             |